# マレー半島
マレー半島（マレーはんとう、英語: Malay Peninsula、マレー語: Semenanjung Tanah Melayu、タイ語: คาบสมุทรกระ、ビルマ語: မလေး ကျွန်းဆွယ်、マライ半島とも）は、インドシナ半島から南側に伸びるアジア大陸の東南端に位置する半島である。南北に細長く、アジア大陸の最南端箇所を有する。マレー半島の南西沖に、マラッカ海峡で隔て、スマトラ島が位置する。半島の東方にはボルネオ島（カリマンタン島）がある。半島の最も狭い部分はクラ地峡である。
もとはスンダ列島とともに大スンダ大陸を形成しており、その頃からの生物では、島嶼部からマレー半島にかけて生息しているような例が多い。

## 自然
マレー半島は南北に細長い半島であり、北緯10度のクラ地峡から、北緯1度のタンジュン・ピアイまで、約1,100 kmの長さを持つ。面積は約18万 km2。最高峰はマレーシア中央部のタハン山で、標高2,187 m。

## 構成国家
2015年現在、以下の国々によって領有されている。
- 北西部はミャンマーの一部。
- 中央部と北東部はタイの一部。
- 南部の大部分はマレーシアで、この地域は「西マレーシア」あるいは「半島マレーシア」(Semenanjung Malaysia)と呼ばれている。
- 南端はマレーシアのタンジュン・ピアイである。ジョホール海峡の対岸にシンガポールがある。

## 地政的特徴
- 太平洋戦争にて同半島に侵入した日本軍が55日で進撃、攻略したマレー作戦の舞台である。
- マレー半島横断石油パイプライン - マラッカ海峡を通過せず、石油や天然ガスの安定供給をめざす。マレーシアが、同国北西部ケダ州から北東部クランタン州までの全長312キロメートルの石油パイプラインと、2つの製油所を建設する計画。2007年8月着工予定[2][3]。なお、マレー半島最短横断ルートはタイの領土（クラ地峡）である。ほかに、中東からミャンマーを南下するパイプラインの計画もある。